# Baie de Bourgneuf
Pour les articles homonymes, voir Bourgneuf.
La baie de Bourgneuf est une baie située sur la côte Atlantique de la France, et qui borde les départements de la Loire-Atlantique et de la Vendée. Au Moyen Âge, cette baie était appelée baie de Bretagne ou baye de Bretagne.

## Situation
La baie de Bourgneuf est un vaste arc maritime de la côte atlantique française tiré depuis la pointe Saint-Gildas (au sud de l'estuaire de la Loire) jusqu'à Beauvoir-sur-Mer et fermé par l'île de Noirmoutier jusqu'à l'île du Pilier. Elle inclut ainsi la côte sud du pays de Retz, le littoral du marais breton et le côté est de l'île de Noirmoutier, cette dernière étant reliée au continent par le célèbre passage du Gois. Au Sud, la baie communique avec le Nord du golfe de Gascogne par le détroit de Fromentine.
Au Moyen Âge, où elle se nommait baie de Bretagne, le fond de la baie était plus vaste. Son littoral s'étendait alors jusqu'aux portes de Machecoul et de Challans et elle était parsemée de plusieurs îles, dont l'île de Bouin. L'envasement du fond de la baie suivi de la création de polders et de marais salants ont contribué à la création du marais breton, réduisant d'autant la superficie de la baie.

## Climat
La baie est abritée par l'île de Noirmoutier, ce qui permet des conditions climatiques plus clémentes. L'ensoleillement y est assez élevé comme globalement sur le littoral sud-Loire. Aux Moutiers-en-Retz, juillet et août sont les mois les plus chauds et janvier est le mois le plus froid. Les étés sont assez secs. En hiver, la neige est peu fréquente ainsi que le froid. Globalement, l'ensoleillement annuel est élevé pour la région (Plus de 2 000 h par an) y compris l'hiver. L'automne est humide à cause des tempêtes même si les belles journées y sont encore fréquentes. Au sens de Köppen, le climat est océanique Cfb.

## Histoire
Le marais breton, gagné sur la baie, fut le plus grand centre producteur de sel de Bretagne, de France et d'Europe du XVe siècle au XVIIIe siècle. La baie fut le témoin de cette grande activité, comme au port du Collet où venaient s'approvisionner en sel gris les navires de la Hanse.
La prospérité des villes de la baie cessa au XVIIIe siècle lors du déclin de ce commerce, dû à l'envasement qui menaçait la navigation des gros navires,.
Comme de nombreuses autres baies, l'envasement de celle-ci est toujours d'actualité, provoqué par la sédimentations des alluvions provenant en grande partie de la Loire, au nord.
Bourgneuf en Retz, Machecoul, Beauvoir-sur-Mer, étaient autrefois des ports de mer au bord de la baie de Bretagne. La ligne de l'ancien rivage se devine encore par la ligne de séparation entre le bocage et le marais, comme dans le marais poitevin.

### Contrebande
Sous l'Ancien Régime, cette région fut le centre d'une contrebande importante opérée par les « coureurs de lune » qui trafiquaient tabac, sel, « vins de mer », eau-de-vie et indiennes, à pied, à cheval ou à bord de « chattes », essayant sans cesse d'échapper au contrôle des gabelous. Ce trafic sévit partout et toucha directement ou indirectement l'ensemble de la population.
La contrebande était principalement opérée depuis les îles : île de Bouin, île de Noirmoutier et île d'Yeu, accentuée par la franchise insulaire.

## Principaux ports
- À pointe Saint-Gildas
- À Pornic :
  - Port de la Noëveillard
  - Le Vieux-port
- Aux Moutiers-en-Retz :
  - Port du Collet
- À Bouin :
  - Port des Brochets
  - Port de la Louippe
  - Port des Champs
  - Port du Bec
- À La Barre-de-Monts :
  - Fromentine
- À Noirmoutier-en-l'Île
  - Vieux port
  - L'Herbaudière

## Protection du milieu
Selon Natura 2000, le marais breton vendéen fait partie d'un cadre géographique plus large englobant également la forêt des Pays de Monts et l'île de Noirmoutier.
Cette même zone géographique a été désignée, le 2 février 2017, zone humide d’importance internationale au titre de la convention de Ramsar.